# Ginger Zee
Ginger Renee Colonomos (Zuidgeest de soltera; Orange, California, 13 de enero de 1981), conocida por su seudónimo Ginger Zee, es una presentadora de televisión estadounidense. Es la principal meteoróloga de ABC News, después de haber sido la meteoróloga de fin de semana de la cadena.

## Antecedentes y educación
Zee nacida como Ginger Renee Zuidgeest el 13 de enero de 1981 en Orange, California, siendo hija de Dawn E. Zuidgeest-Craft (Hemleb de soltera) y Robert O. "Bob" Zuidgeest. Ella tiene dos hermanos más jóvenes llamados Sean Jeffrey Zuidgeest y Walter "Wally" Zuidgeest. Zee fue nombrada después como «Ginger» de La isla de Gilligan por su padre holandés, debido a su amor por el programa que le ayudó a aprender inglés.
En su familia extensa, Zee tiene un padrastro llamado Carl John Craft, y dos medio hermanas, Adrianna y Elaina Craft. Los abuelos paternos de Zee son Adriaan Cornelis "Adrian" o "Arie" Zuidgeest y Hillegonda "Hilda" Zuidgeest (VanderShoor de soltera), quienes emigraron a los Estados Unidos desde los Países Bajos. El abuelo materno de Zee es George Joseph Hemleb y su abuela es Paula Adeline Wesner.
Zee dijo una vez que ella eligió ser un meteorólogo porque: «vi una tromba de agua en el lago Michigan cuando tenía ocho años... estaba hipnotizada, realmente pensé que era lo más ganial que había visto». En 1999, Zee se graduó de Rockford High School en Rockford, Míchigan. Después de eso, Zee fue a la Universidad de Valparaíso, donde obtuvo una licenciatura en meteorología así como una especialidad en matemáticas y español. Su meta en la graduación era ser meteoróloga en The Today Show a los 30 años.

## Carrera

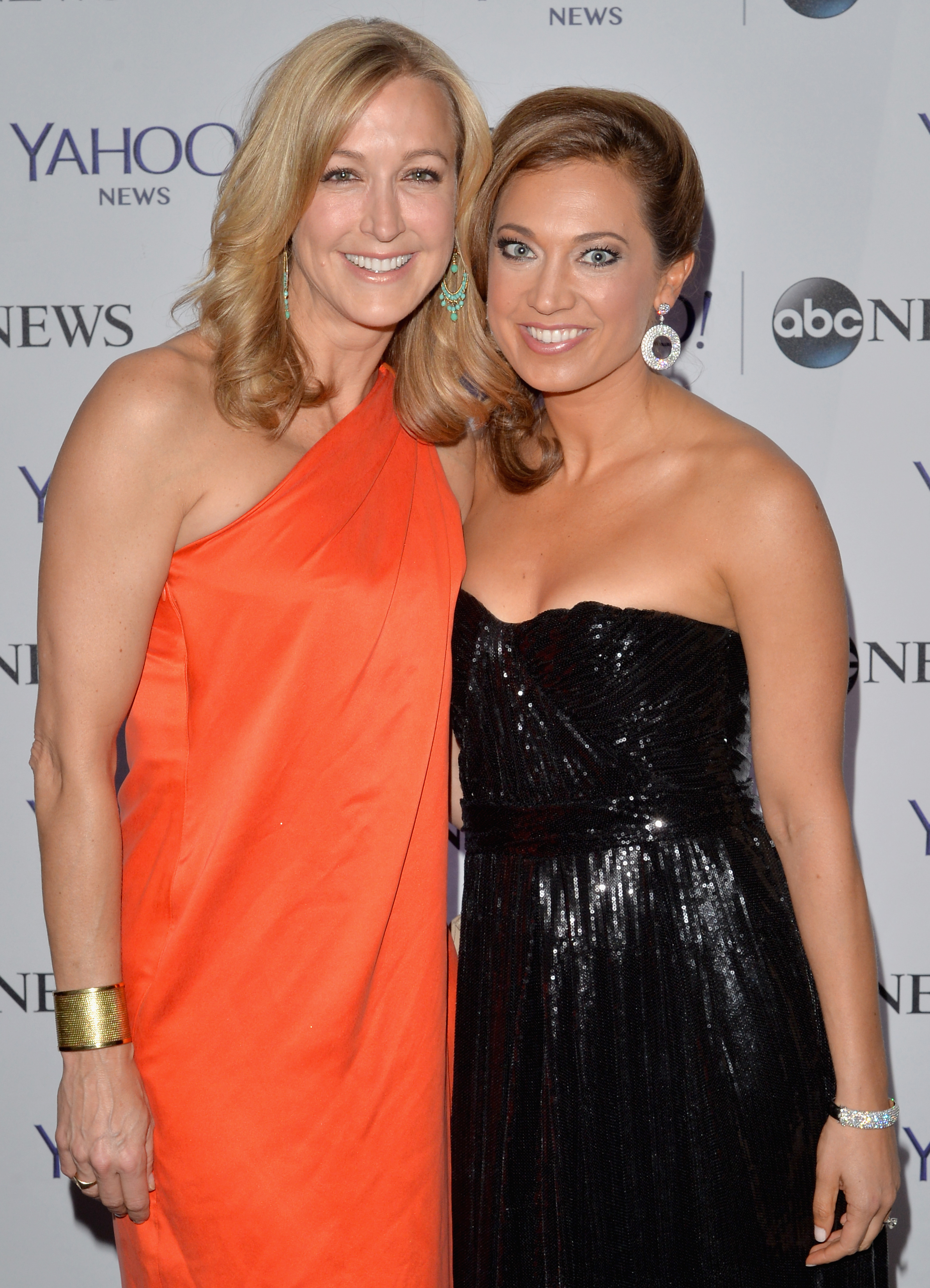
Lara Spencer (izquierda) y Zee en la pre-fiesta de la cena de corresponsales de la Casa Blanca de 2014.

Después de graduarse de la universidad, Zee trabajó para varios medios de comunicación tales como WEYI-TV en Flint, Míchigan, WYIN-TV en Merrillville, Indiana, WLAV-FM y WOOD-TV ambos en Grand Rapids, Míchigan, y WMAQ en Chicago, Illinois, una estación propiedad y operada por NBC. While working at WMAQ from 2006-2011, Mientras trabajaba en WMAQ desde 2006-2011, a Zee se le pidió una vez que fuera una meteoróloga invitada en la edición de fin de semana de The Today Show, y esto cumplió su meta de escuela secundaria. Además, Zee es un meteorólogo de radiodifusión certificada por la AMS.
Zee alcanzó la prominencia nacional cuando se unió a Good Morning America Weekend el 12 de noviembre de 2011. Zee ocasionalmente aparece en otra programación de ABC, como Nightline y ABC World News Tonight.
El 2 de diciembre de 2013, ABC News anunció que Zee se convertiría en Jefe Meteoróloga de Good Morning America y editora meteorológica de ABC News, sucediendo a Sam Champion, quien tomó un trabajo con The Weather Channel.
El 4 de marzo de 2016, Zee fue anunciada como una competidora celebridad en la temporada 22 del programa de baile de ABC's, Dancing with the Stars. Ella fue emparejada con el bailarín profesional Valentin Chmerkovskiy. La pareja llegó a la final del programa y terminó en el tercer puesto.

## Vida personal
A los 21 años, Zee fue diagnosticada con narcolepsia. En agosto de 2013, Zee se comprometió con la personalidad de WNBC, Benjamin Aaron Colonomos, quién va por Ben Aaron. La pareja se casó en Petoskey, Míchigan el 7 de junio de 2014. El 29 de junio de 2015, Ginger anunció en Good Morning America que ella y Ben estaban esperando su primer hijo en diciembre. El martes 21 de julio de 2015, Good Morning America tuvo un segmento de género revelado para parejas embarazadas. Ginger y su esposo descubrieron que estaban esperando un niño. Ellos recibieron a su hijo, Adrian Benjamin, el 19 de diciembre de 2015.